# عشق وحشی (مجموعه تلویزیونی)
عشق وحشی (انگلیسی: Wild Romance، کره‌ای: 난폭한 로맨스) یک مجموعه تلویزیونی کره جنوبی سال ۲۰۱۲ است. این سریال از ۴ ژانویه تا ۲۳ فوریه ۲۰۱۲، چهارشنبه و پنجشنبه‌ها ساعت ۲۱:۵۵ از کی‌بی‌اس۲ برای ۱۶ قسمت پخش شد. یک کمدی رمانتیک اسکروبال درباره رابطه عشق و نفرت بین یک بازیکن بیس بال حرفه ای سوپراستار (لی دونگ ووک) و بادیگارد او (لی سی-یونگ) است.